# Cratere Tsiala
Tsiala  è un cratere sulla superficie di Venere.